# Casinaria ischnogaster
Casinaria ischnogaster är en stekelart som beskrevs av Thomson 1887. Casinaria ischnogaster ingår i släktet Casinaria och familjen brokparasitsteklar. Arten är reproducerande i Sverige. Inga underarter finns listade.